# Lake Hamilton (Florida)
Lake Hamilton és una població dels Estats Units a l'estat de Florida. Segons el cens del 2000 tenia 1.304 habitants.

## Demografia
Segons el cens del 2000, Lake Hamilton tenia 1.304 habitants, 482 habitatges, i 362 famílies. La densitat de població era de 166,2 habitants/km².
Dels 482 habitatges en un 31,5% hi vivien nens de menys de 18 anys, en un 55,6% hi vivien parelles casades, en un 17,2% dones solteres, i en un 24,7% no eren unitats familiars. En el 21% dels habitatges hi vivien persones soles el 8,5% de les quals corresponia a persones de 65 anys o més que vivien soles. El nombre mitjà de persones vivint en cada habitatge era de 2,67 i el nombre mitjà de persones que vivien en cada família era de 3,09.
Per edats la població es repartia de la següent manera: un 27,1% tenia menys de 18 anys, un 6,6% entre 18 i 24, un 26,4% entre 25 i 44, un 25,1% de 45 a 60 i un 14,8% 65 anys o més.
L'edat mediana era de 39 anys. Per cada 100 dones de 18 o més anys hi havia 85,5 homes.
La renda mediana per habitatge era de 33.438 $ i la renda mediana per família de 38.050 $. Els homes tenien una renda mediana de 28.281 $ mentre que les dones 21.833 $. La renda per capita de la població era de 16.199 $. Entorn del 13,3% de les famílies i el 21,5% de la població estaven per davall del llindar de pobresa.

## Poblacions més properes
El següent diagrama mostra les poblacions més properes.